# Sídliště Na Dědině

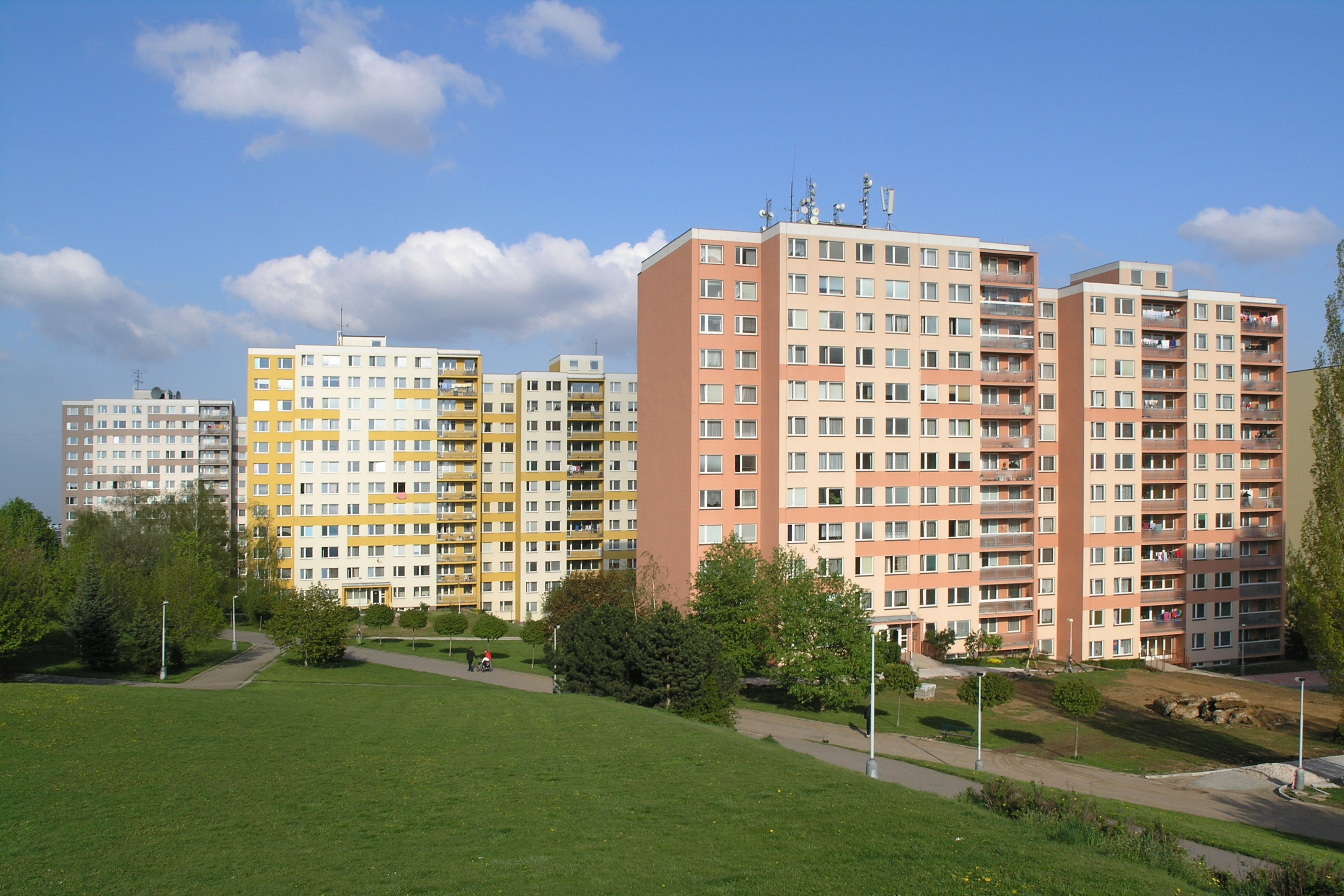
Pohled na sídliště od severozápadu

Sídliště Na Dědině je jedno z pražských sídlišť.
Nachází se v Praze 6-Ruzyni a z menší části (např. základní škola) v Liboci, nedaleko Letiště Václava Havla Praha, mezi ulicemi Vlastina a Evropská. Hlavní obytnou zónou sídliště je deset dvanáctipatrových bytových panelových domů, které byly postaveny koncem sedmdesátých let 20. století. V těchto domech se nalézá zhruba 1600 bytů 1. kategorie (3+1 a 2+kk). 
Dále vyrostly v letech 1984 až 1986 na Dědině čtyřpatrové panelové domy v různých variacích (4+1, 3+1, 1+kk) celkem v počtu 47 vchodů a dále rodinné domky, restaurace a mateřská škola.
Na Dědině se nachází základní škola Dědina.
V roce 1987 byl dostavěn kulturní dům Delta, ve kterém se nachází zdravotní středisko, veterinární ordinace, restaurace, cukrárna, knihovna, policie, obchody, pošta, dříve tu býval i kinosál s Klubem Delta. Celý objekt (obě budovy) prodělaly koncem prvního desetiletí 21. století generální opravu.
V listopadu roku 2006 vyrostlo v blízkosti sídliště nové obchodní centrum Šestka. Je umístěno nedaleko sídliště směrem k Letišti Václava Havla.
Na sídlišti se plánovala stanice metra Linky A Dědina. Tato varianta trasy A se jeví v současnosti (2022) jako nepravděpodobná. Zatím je nejbližší stanicí Nádraží Veleslavín, v současné době je dostavěno metro A do Motola. Přes sídliště je od října 2023 vedena tramvajová trať, která byla z dřívější konečné zastávky Divoká šárka prodloužena do zastávky Dědina a v budoucnu se plánuje její další prodloužení do zastávky Padesátník.
Z Dědiny je dobrá dostupnost do centra tramvajemi 20 na Anděl a 26 na Hlavní nádraží, trolejbusem 59 ke stanici linky metra A Nádraží Veleslavín či autobusy 191 na Petřiny, taktéž metro A, a 225 na Stodůlky, kde je přestup na metro B. 

Na tomto sídlišti také vznikla jedna z nejstarších pražských bezdrátových komunitních sítí, Dedina.NET, která zde působí již od roku 2001. Dnes je již z důvodu krádeže domény přejmenovaná a je součástí metropolitní sítě CZFree.Net.

## Dopravní spojení
Bráno zhruba ze zastávek Sídliště Na Dědině a Nádraží Praha-Ruzyně
List obsahuje pouze významné zastávky na které lze dojet přímo
- Nádraží Veleslavín, přestup na metro A, 10 min, linky 20, 26, 59

- Petřiny, přestup na metro A, 10 min, linka 191

- Anděl, přestup na metro B, 40 min, linky 20 a 191

- Stodůlky, přestup na metro B, 20 min, linka 225

- Slánská, přestup na tramvaje 9 a 10, 10 min, linka 225

- Strossmayerovo náměstí, přestup na metro C, tramvaje a vlaky, 25 min, linka 26

- Praha hlavní nádraží, přestup na metro C, tramvaje a vlaky, 35 min, linka 26

- Praha Masarykovo nádraží, přestup na vlaky směr východ a tramvaje, 30 min, linka 26, dříve i vlakem, v budoucnu pravděpodobně také vlakem

- Kladno (nádraží), 30 min, vlakem z nádraží Praha-Ruzyně

## Galerie

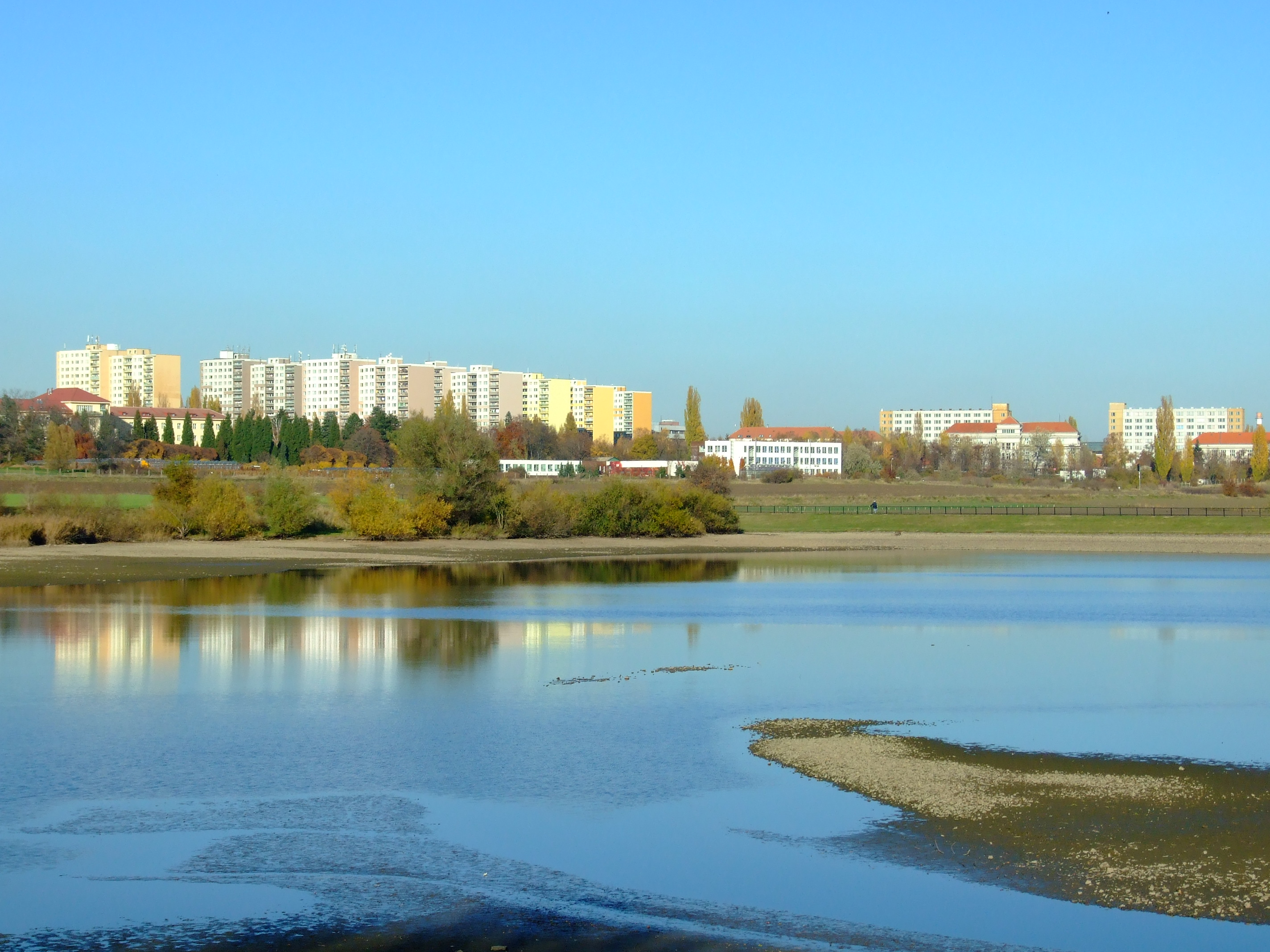
Pohled na sídliště od retenční nádrže Jiviny
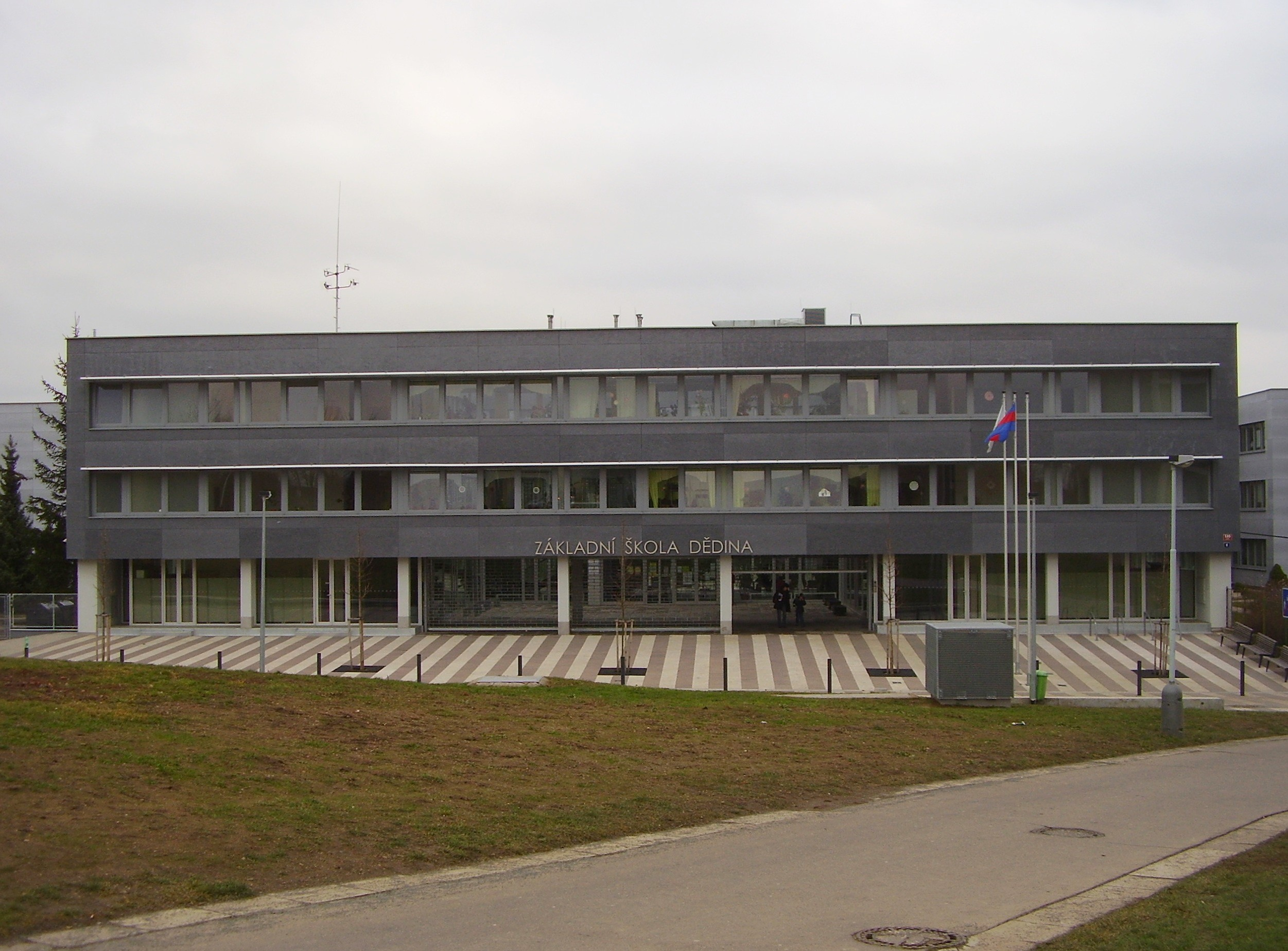
Základní škola Dědina po rekonstrukci
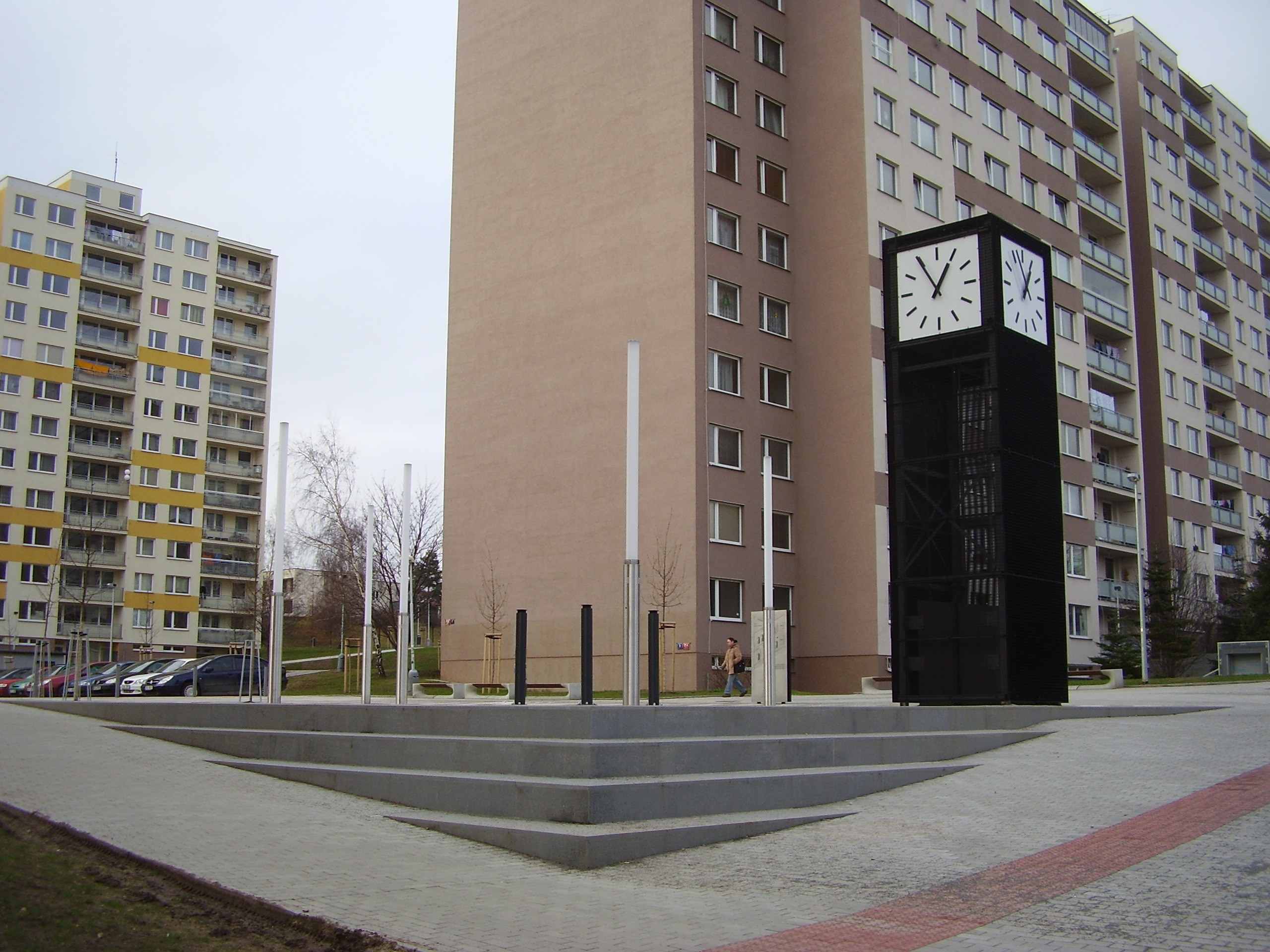
Náměstí obnovené v rámci rekultivace sídliště